# Un'impresa da Dio
Un'impresa da Dio (Evan Almighty) è un film del 2007 diretto da Tom Shadyac.
Il film è lo spin-off di Una settimana da Dio, uscito nel 2003 e diretto sempre da Shadyac, e vede il ritorno di Morgan Freeman nei panni di Dio, mentre il ruolo del protagonista è affidato a Steve Carell, già tra gli interpreti secondari del primo film (dove Evan Baxter stesso, il personaggio di Carell, era l'antagonista del protagonista Bruce Nolan, interpretato da Jim Carrey). Compare brevemente in un cameo Susan Ortega (interpretata da Catherine Bell) già presente nel precedente capitolo.

## Trama
L'ex anchorman Evan Baxter viene eletto al Congresso degli Stati Uniti d'America dopo essersi trasferito in un'immaginaria cittadina con la moglie Joan e i tre figli. Quella stessa notte l'uomo prega prima di andar a dormire, chiedendo di poter fare qualcosa di grande e meraviglioso.
Nei giorni successivi Evan inizia il nuovo lavoro sotto il Capo Congresso Long e conosce il suo staff, ma iniziano ad accadere strani fatti: davanti a casa gli vengono scaricati attrezzi da lavoro, viene seguito da degli animali e stranamente gli appare sempre il numero 614, scoprendo che ciò allude al quattordicesimo versetto del sesto capitolo della Genesi, dove è narrata la costruzione dell'Arca di Noè.
Il giorno dopo Evan si imbatterà più volte nello stesso uomo di colore che si presenterà come Dio, per affidargli una missione: costruire una nuova Arca, proprio come fece Noè, spiegando che il 22 settembre ci sarà una piena. Inizialmente Baxter fa di tutto per non arrendersi alla prospettiva, anche per colpa delle cose negative che gli accadono. Inoltre, gli animali oltre a continuare a seguirlo diventano sempre più numerosi e gli viene rivelato che i terreni vicino a casa sua ora sono di sua proprietà, ma finalmente cede.
Nei giorni liberi Evan, assieme ai figli, inizia il lavoro con i materiali e gli attrezzi che gli sono pervenuti e il suo aspetto comincia a somigliare sempre più a quello del "patriarca biblico", grazie ad una miracolosa crescita di barba e capelli, i quali ricrescono velocemente ogni volta che cerca di tagliarli, e ad una veste simile a quella di Noè che si rivelerà l'unico indumento che può indossare (si ritroverà senza vestiti dopo aver varcato la soglia di casa con i soliti abiti).
Durante un'approvazione di legge per lo sfruttamento economico dei parchi e delle foreste, durante il quale Evan tenta di nascondere la tunica sotto i vestiti, si ritrova col suo aspetto da Noè davanti alle telecamere e circondato dagli animali. Rassegnato, racconta del diluvio e dell'arca, ma viene preso per pazzo, sbattuto fuori e sospeso, nonché abbandonato dalla moglie, che se ne va coi figli.
Evan continua il lavoro aiutato dai vari animali, mentre la sua storia finisce su tutti i notiziari. In una tavola calda Joan si imbatte in Dio (che lei crede un comune cameriere), il quale la convince a tornare dal marito. Evan viene aiutato sia dalla sua famiglia sia dagli animali mandati da Dio che come degli operai li aiutano nella costruzione dell'arca. Allo stesso tempo Evan è sempre preso di mira dai giornalisti che lo perseguitano con domande provocatorie e quando uno di loro domanda a Evan cosa gli abbia fatto pensare che Dio lo abbia scelto per un tale compito Evan con semplicità dice che Dio ha scelto tutti gli uomini avendo imparato a credere e ad avere fede in Dio lasciando con quella risposta sbalorditi i giornalisti che restano senza parole.
Il 22 l'arca è ormai finita e sono arrivati due esemplari per animali da tutto il mondo. Evan viene raggiunto dal suo staff che gli rivela che Long ha costruito la cittadina su di una foresta, risparmiando sui materiali della diga, e lo stesso giorno la legge per lo sfruttamento sarà approvata, capendo che è stato assunto solo per favorirla. Evan, la famiglia e gli animali salgono sull'arca mentre le autorità si preparano ad abbatterla e i concittadini rimangono ad assistere, ma invece di un diluvio si verifica solo un rapido acquazzone.
Joan dice al marito che forse Dio intendeva altro, così Evan capisce che il diluvio sarebbe stato causato dalla diga. Quest'ultima cede e così l'uomo riesce a far salire i cittadini, la polizia, il suo staff e i giornalisti, l'acqua travolge tutto il paese e trascina l'arca davanti al Congresso. Evan rivela davanti a tutti della truffa di Long, che viene così indagato, mentre gli animali scesi dall'arca tornano ai loro luoghi d'origine.
Evan torna normale e si reca con la famiglia a fare una gita, dove avrà un ultimo colloquio con Dio e dopo essersi salutati Dio trasformatosi in colomba torna in cielo.

## Produzione

### Riprese
Le riprese del film sono iniziate nel mese di ottobre 2006 e si sono concluse tra aprile e maggio 2007 agli Universal studios a Los Angeles e alcune scene girate a Washington.

## Distribuzione

### Data di uscita
Il film è uscito nelle sale statunitensi il 22 giugno 2007 mentre in Italia il 28 settembre dello stesso anno.

### Doppiaggio italiano
L'edizione italiana è stata diretta da Massimiliano Manfredi ed eseguita presso la CVD.
Renato Mori, voce abituale di Morgan Freeman, è stato sostituito all'ultimo momento da Vittorio Di Prima.

### Uscita globale
- Italia: 28 settembre 2007
- Stati Uniti: 22 giugno 2007
- Belgio: 4 luglio 2007
- Regno Unito: 12 luglio 2007
- Francia:15 agosto 2007
- Svizzera: 15 agosto 2007 (regione francofona); 16 agosto 2007 (regione di lingua tedesca); 28 settembre 2007 (regione italiana)
- Polonia: 24 agosto 2007
- Germania: 9 agosto 2007
- Ucraina: 21 giugno 2007
- Brasile: 3 agosto 2007
- Portogallo: 9 agosto 2007
- Danimarca: 27 luglio 2007
- Paesi Bassi: 9 agosto 2007
- Russia: 21 giugno 2007
- Giappone: Inedito
- Corea del Sud: 25 luglio 2007
- Grecia: 21 giugno 2007
- Taiwan: 21 settembre 2007
- Hong Kong: 23 agosto 2007
- Ungheria: 9 agosto 2007
- Israele: Inizio agosto 2007
- Iran: Inedito

## Accoglienza

### Incassi
Nonostante non abbia avuto tanto successo quanto quello precedente, il film ha incassato 173,4 milioni di dollari, di cui 100,5 milioni nel Nord America e i restanti 72,9 milioni nel resto del mondo, ma non è riuscito a superare il budget di 175 milioni di dollari.
In Italia la pellicola ha incassato 3,9 milioni di euro in 5 settimane di proiezione nelle sale cinematografiche di cui 1,3 milioni nel weekend di debutto.

### Critica
Il film ha ricevuto recensioni generalmente negative da parte della critica e spettatori. Sul sito aggregatore di Rotten Tomatoes, il film ha un indice di gradimento del 24%, sulla base di 194 recensioni, con la lettura critica del consenso, "Big sugli effetti speciali, ma a corto di risate, Evan Almighty sottoutilizza un cast stellare che comprende Steve Carell e Morgan Freeman." Sul sito Metacritic, che utilizza un sistema di rafting normalizzato, il film ha ottenuto un punteggio di 37 su 100, sulla base di 33 critici, che indica "recensioni generalmente sfavorevoli".

## Riconoscimenti
- 2007 - Razzie Awards
  - Nomination Peggior prequel, remake, rip-off o sequel
- 2008 - MTV Movie Award
  - Nomination Miglior film estivo inatteso
- 2008 - People's Choice Awards
  - Nomination Miglior film
- 2007 - Teen Choice Awards
  - Miglior urlo a Steve Carell
  - Nomination Miglior film commedia
  - Nomination Miglior attore in un film commedia a Steve Carell
  - Nomination Miglior fischio a Steve Carell
- 2008 - ASCAP Award
  - Top Box Office Films a John Debney
- 2008 - Golden Trailer Awards
  - Nomination Miglior poster commedia
- 2008 - Young Artist Award
  - Nomination Miglior film commedia o drammatico per la famiglia
  - Nomination Miglior attore giovane non protagonista in un film commedia o musicale a Jimmy Bennett
  - Nomination Miglior attore giovane non protagonista in un film commedia o musicale a Graham Phillips
- 2007 - International Film Music Critics Award
  - Nomination Miglior colonna sonora originale per un film commedia a John Debney